# Susana Rinaldi
Pour les articles homonymes, voir Rinaldi.
Susana Natividad Rinaldi, ou Susana Rinaldi, née à Buenos Aires le 25 décembre 1935, plus connue sous le sobriquet de La Tana (c'est-à-dire La Rital ), est une  actrice argentine de théâtre et de cinéma, reconvertie en chanteuse de tango à la suite de son mariage avec le bandonéoniste, chef d’orchestre, arrangeur et compositeur argentin Osvaldo Piro (es). Sa fille est la chanteuse de jazz Ligia Piro (es). 

## Biographie
Susana Natividad Rinaldi est née d'un père riche et d'une mère pauvre à Buenos Aires en 1935. Surnommée "La Tana" (en référence à ses origines italiennes), elle passa son enfance à se déplacer dans différentes provinces de l'Argentine. À l'âge de quatorze ans, elle commence à étudier le chant de chambre au Conservatoire national de musique. En 1955, elle entre à la School of Dramatic Art. Deux ans plus tard, elle fait ses débuts à la télévision et en 1959, elle fait ses débuts sur scène. Lorsqu'elle fut invitée à enregistrer un disque de poésies en 1966, elle leur proposa un album de tango. À la fin de cette année, son premier album, avec une musique arrangée par le virtuose du bandoneón Roberto Pansera, avait été publié.
Son succès au fil du temps l'a incitée à renoncer au jeu d'acteur et à poursuivre plutôt une carrière de chanteuse. Après avoir visité des bars et des milongas de tango argentin, Rinaldi s'est fait connaître comme chanteuse à la fin des années 1960. Elle a attiré l'attention de son auditoire en chantant des tangos qui jusqu'à présent n'avaient été chantés que par des hommes, y compris des standards de José María Contursi, d'Enrique Santos Discépolo, d'Homero Manzi et de Cátulo Castillo. Cela lui a valu une réputation méritée parmi un nouveau public composé principalement de jeunes étudiants universitaires. Elle a acquis une renommée en intégrant dans son répertoire des chansons de nouveaux auteurs, tels que Eladia Blázquez, Osvaldo Avena, Héctor Negro et Chico Novarro.
Elle et son mari, le virtuose du bandonéon Osvaldo Piro, ont créé en 1971 le café Magoya, un café-concert au bord de la mer, à Mar del Plata. Après le coup d'État de mars 1976, Rinaldi a été contraint de quitter le pays. Après un long séjour à Paris , elle revient en Argentine en 1989 avec une idée novatrice de spectacle de tango. Pour cette raison, elle a de nouveau été rejetée par les auditeurs traditionnels du tango, bien qu'elle soit devenue l'une des figures principales du mouvement de renouvellement du tango de l'époque.
Artiste à la conscience politique, elle a défendu ses idéaux par le biais de la musique lors de tournées internationales et en tant qu'Ambassadrice de bonne volonté de l'UNESCO depuis 1992. Sa défense inlassable des droits de l'homme et sa promotion passionnée d'un monde plus juste et plus pacifique lui ont valu le titre d'illustre citoyen de Buenos Aires en 1990. Au cours de sa longue carrière, il a également obtenu le Grand prix SADAIC de 1969 et 1999; et le prix Konex en 1985, 2001 et 2005.

## Discographie
- Mi voz y Mi Ciudad (1965)
- A un semenjante (1976) TROVA Industrias Musicales S.A
- Buenos Aires... Paris (Barclay) (1979)
- Grabado en vivo (Philips) (Live in Argentina)
- De otros tiempos (Philips) (1980)
- La Reina del Plata (Philips) (1980)
- El Tango Resplandeciente (Milan Sur) (1997)
- Hoy Como Ayer (2005)
- Experimentango (2006)
- En el Underground (2007)

## Prix
- 2001 - “Gran Cruz de la Orden de León de Finlandia”
- 2000 - “Orden Cultural Gabriela Mistral” , Chili.
- 1999 - Prix “Estrella de Oro del Tango – Tangon Kultainen Tähti”, Tangomarkkinat, Seinäjoki, Finlande,
- 1998 - Dr. Honoris Causa, Faculdade de Letras de Universidad de Costa Rica.
- 1997 - Prix Échelon Vermeil, Paris.
- 1996 - Ordem “Francisco de Miranda”, de Venezuela.
- 1992 - Embajadora de Buena Vooluntad da UNESCO.
- 1991 - Ordem de “Palmas al Mérito” - Cross, Italie.
- 1990 - Chevalier de l’Ordre des Arts et des Lettres, France.
- 1989 - Las Puertas de la Ciudadela de Montevideo, Uruguay,
- 1988 - "Tangon Suurlähettiläs - Ambassador of Tango", Ikaalinen, Finlande.
- 1987 - "Targa d’Oro. Pace in Terns", Fiesole, Florence, Italie.
- 1985 - Prix "García Lorca", de Cuba.
- 1978 - Sagittario d’Oro, Italie,
- 1977 - Chevalier de l’Ordre des Arts et de l’Education artistique, Paris, France.